# Lista över Greklands kulturministrar
Detta är en lista över Greklands kulturministrar. Posten har funnits sedan september 1971 under olika namn.
| Nr                                                  | Namn                          | Från                          | Till                          | Parti                         |
| Kultur och vetenskapsminister                       | Kultur och vetenskapsminister | Kultur och vetenskapsminister | Kultur och vetenskapsminister | Kultur och vetenskapsminister |
| --------------------------------------------------- | ----------------------------- | ----------------------------- | ----------------------------- | ----------------------------- |
| 1                                                   | Konstantinos Panayiotakis     | 26 augusti 1971               | 25 november 1973              |                               |
| 2                                                   | Dimitrios Tsakonas            | 25 november 1973              | 24 juli 1974                  |                               |
| 3                                                   | Konstantinos Tsatsos          | 26 juli 1974                  | 10 oktober 1974               | Nationalradikala unionen      |
| 4                                                   | I.M. Panayotopoulos           | 10 oktober 1974               | 21 november 1974              |                               |
| 5                                                   | Konstantinos Tripanis         | 21 november 1974              | 28 november 1977              | Ny demokrati                  |
| 6                                                   | Georgios Plitas               | 28 november 1977              | 25 september 1978             | Ny demokrati                  |
| 7                                                   | Demetrios Nianias             | 25 september 1978             | 9 maj 1980                    | Ny demokrati                  |
| 8                                                   | Andreas Andrianopoulos        | 10 maj 1980                   | 19 oktober 1981               | Ny demokrati                  |
| 9                                                   | Melina Mercouri               | 21 oktober 1981               | 26 juli 1985                  | PASOK                         |
| Kultur och sportminister                            |                               |                               |                               |                               |
|                                                     | Melina Mercouri               | 26 juli 1985                  | 1 juli 1989                   | PASOK                         |
| 10                                                  | Georgios Mylonas              | 2 juli 1989                   | 23 november 1989              | Ny demokrati                  |
| 11                                                  | Sotiris Kouvelas              | 23 november 1989              | 12 februari 1990              | Ny demokrati                  |
|                                                     | Georgios Mylonas              | februari 1990                 | april 1990                    | Ny demokrati                  |
| 12                                                  | Tzannis Tzannetakis           | 11 april 1990                 | 8 augusti 1991                | Ny demokrati                  |
| 13                                                  | Anna Benaki-Psarouda          | 8 augusti 1991                | 3 december 1992               | Ny demokrati                  |
| 14                                                  | Dora Bakoyannis               | 3 december 1992               | 13 oktober 1993               | Ny demokrati                  |
|                                                     | Melina Mercouri               | 13 oktober 1993               | 6 mars 1994                   | PASOK                         |
| 15                                                  | Thanos Mikroutsikos           | 16 mars 1994                  | 22 januari 1996               | PASOK                         |
| 16                                                  | Stavros Benos                 | 22 januari 1996               | 26 september 1996             | PASOK                         |
| 17                                                  | Evangelos Venizelos           | 26 september 1996             | 19 februari 1999              | PASOK                         |
| 18                                                  | Elisavet Papazoi              | 19 februari 1999              | 13 april 2000                 | PASOK                         |
| 19                                                  | Theodoros Pangalos            | 13 april 2000                 | 20 november 2000              | PASOK                         |
|                                                     | Evangelos Venizelos           | 20 november 2000              | 10 mars 2004                  | PASOK                         |
| 20                                                  | Kostas Karamanlis             | 10 mars 2004                  | 15 februari 2006              | Ny demokrati                  |
| 21                                                  | Georgios Voulgarakis          | 15 februari 2006              | 19 september 2007             | Ny demokrati                  |
| 22                                                  | Michalis Liapis               | 19 september 2007             | 8 januari 2009                | Ny demokrati                  |
| 23                                                  | Antonis Samaras               | 8 januari 2009                | 5 oktober 2009                | Ny demokrati                  |
| Kultur och turismminister                           |                               |                               |                               |                               |
| 24                                                  | Pavlos Geroulanos             | 7 oktober 2009                | 17 maj 2012                   | PASOK                         |
| 25                                                  | Tatiana Karapanagioti         | 17 maj 2012                   | 21 juni 2012                  | Expeditionsregering           |
| Utbildnings-, religions-, kultur- och sportminister |                               |                               |                               |                               |
| 26                                                  | Konstantinos Arvanitopoulos   | 21 juni 2012                  | 25 juni 2013                  | Ny demokrati                  |
| Kultur och sportminister                            |                               |                               |                               |                               |
| 27                                                  | Panos Panagiotopoulos         | 25 juni 2013                  | 10 juni 2014                  | Ny demokrati                  |
| 28                                                  | Konstantinos Tasoulas         | 10 juni 2014                  | 27 januari 2015               | Ny demokrati                  |
| 29                                                  | Aristides Baltas              | 23 september 2015             |                               | Syriza                        |